# Дзюбенко Володимир Васильович
Дзюбенко Володимир Васильович (псевдо: «Чорнота»; 1921, с. Дермань Друга — 1944, с. Івачків) — діяч ОУН, вояк УПА, командир загону у ВО-1 «Заграва».